# Dantaal
Een dantaal, ook geschreven als dhantal of dandtal (vertaald: stokpercussie: danda is stok, taal is ritmisch slaan), is een percussie-instrument op basis van lange stalen staven in de vorm van een driehoek. Het instrument is aangepast aan de ijzeren bogen van ossenwagens op de landgoederen in Suriname, Guyana, Trinidad en andere delen van het Caribisch gebied, Fiji, Mauritius en Zuid-Afrika. De oorspronkelijke klopper was een hoefijzer, een vorm die mettertijd is behouden. De bovenkant kan bot zijn of taps toelopen tot een fijn punt om meer resonantie mogelijk te maken. Het andere uiteinde wordt gevormd door een cirkel die tijdens het spelen op een oppervlak rust. Het instrument is meestal ongeveer een meter lang. Het wordt onder meer gebruikt in de Surinaamse muziekstijl baithak gana.